# Clifton Forge
Clifton Forge település az Amerikai Egyesült Államok Virginia államában, Alleghany megyében. Lakosainak száma 3555 fő (2020. április 1.).

## Közlekedés
A települést érinti az Amtrak egyik távolsági vasúti járata is, a Cardinal.

## Népesség
A település népességének változása:

| 2010 | 3 884 |
| 2020 | 3 555 |